# Cullen Moss
Cullen Dean Moss (Buffalo (New York), 8 juli 1975), is een Amerikaans acteur en stemacteur.

## Biografie
Moss doorliep de high school aan de Mount Tabor High School in Winston-Salem.
Moss begon in 1996 als Engelse stemacteur in de Japanse televisieserie Taiho shichauzo!, waarna hij nog meerdere rollen speelde in televisieseries en films. Hij is vooral bekend van zijn rol als Junk Moretti in de televisieserie One Tree Hill waar hij in 42 afleveringen speelde (2003-2012). Naast acteren treedt hij ook wekelijks op in een comedyshow in Wilmington.
Moss is in 2012 getrouwd met actrice Madison Moss met wie hij twee zonen heeft.

## Filmografie

### Films
Selectie:
- 2019 The Highwaymen - als politieagent in Oklahoma
- 2016 Hidden Figures - als commandant missie controle
- 2016 The Birth of a Nation - als man
- 2013 Iron Man 3 - als Extremis kandidaat
- 2013 42 - als wachtende verslaggever
- 2013 Safe Haven - als politieofficier Bass
- 2013 Identity Thief - als vriend van 'The Ville'
- 2011 Seeking Justice - als Jones
- 2010 Dear John - als Rooster
- 2008 The Secret Life of Bees - als jonge blanke politieagent
- 2004 The Notebook - als Bodee

### Televisieseries
Uitgezonderd eenmalige gastrollen.
- 2020-2024 Outer Banks - als deputy Shoupe - 28 afl.
- 2020-2023 Your Honor - als Rudy Cunningham - 8 afl.
- 2022 Black Bird - als rechercheur Russ Aborn - 2 afl.
- 2022 The Staircase - als Jim Hardin - 5 afl.
- 2019-2022 The Righteous Gemstones - als Brock - 4 afl.
- 2022 Women of the Movement - als deputy John Cothran - 2 afl.
- 2021 The Underground Railroad - als rechter Smith - 2 afl.
- 2019 True Detective - als rijkswacht - 2 afl.
- 2018 Queen Sugar - als Colton Landry - 2 afl.
- 2018 Hap and Leonard - als Tim Garner - 5 afl.
- 2017 Shots Fired - als Brock - 3 afl.
- 2017 Underground - als Jack - 2 afl.
- 2016 Mercy Street - als kapitein Saunders - 2 afl.
- 2014-2015 Resurrection - als Joey - 5 afl.
- 2013 Eastbound & Down - als Mark - 2 afl.
- 2003-2012 One Tree Hill - als Junk Moretti - 42 afl.